# NGC 6314
NGC 6314 este o infrared source⁠(d) situată în constelația Hercule. A fost descoperită în 6 iunie 1863 de către Albert Marth. Se află la o distanță de 80,91 de megaparseci de Pământ.